# Utilis
Utilis (vgl. lateinisch utilis: nützlich, nutzbringend) war eine französische Automarke.

## Unternehmensgeschichte
Das Unternehmen Camille Lafarge aus Courbevoie begann 1921 mit der Produktion von Automobilen. Der Markenname lautete Utilis. 1924 endete die Produktion. Eine Quelle gibt an, das die Fertigung bei Lafarge et Pauillac stattfand. Eine andere Quelle nennt den Bauzeitraum von 1923 bis 1925.

## Fahrzeuge
Hergestellt wurden Cyclecars. Es standen ein Einzylindermotor und ein Zweizylindermotor von Train zur Verfügung. Bei beiden Motoren betrugen Zylinderbohrung und Kolbenhub jeweils 76 mm, so dass sich Hubräume von 344 cm³ bzw. 688 cm³ ergaben. Die Motorleistung wurde über Riemen an die Antriebsachse übertragen. Die offene Karosserie bot Platz für zwei Personen. Das Fahrzeug verfügte über keine Federung.
Das Einzylindermodell, das 1922 auf dem Mondial de l’Automobile in Paris präsentiert wurde, soll nur 120 kg gewogen haben.